# Вьелла (Верхние Пиренеи)
Вьелла́ (фр. Viella, окс. Vielar) — коммуна во Франции, находится в регионе Юг — Пиренеи. Департамент — Верхние Пиренеи. Входит в состав кантона Люс-Сен-Совёр. Округ коммуны — Аржелес-Газост.
Код INSEE коммуны — 65463.

## География
Коммуна расположена приблизительно в 690 км к югу от Парижа, в 145 км юго-западнее Тулузы, в 40 км к югу от Тарба.
На севере коммуны протекает река Бастан.

## Климат
Климат умеренно-океанический с солнечной тёплой погодой и обильными осадками на протяжении практически всего года.

## Население
Население коммуны на 2010 год составляло 78 человек.
| 1962 | 1968 | 1975 | 1982 | 1990 | 1999 | 2010 |
| ---- | ---- | ---- | ---- | ---- | ---- | ---- |
| 132  | 123  | 109  | 98   | 108  | 102  | 78   |

## Администрация
| Период | Период | Фамилия       | Партия | Примечания |
| ------ | ------ | ------------- | ------ | ---------- |
| 2001   | 2020   | Жан-Пьер Котс |        |            |

## Экономика
В 2010 году среди 54 человек трудоспособного возраста (15-64 лет) 43 были экономически активными, 11 — неактивными (показатель активности — 79,6 %, в 1999 году было 76,6 %). Из 43 активных жителей работали 42 человека (24 мужчины и 18 женщин), безработной была 1 женщина. Среди 11 неактивных 5 человек были учениками или студентами, 5 — пенсионерами, 1 был неактивным по другим причинам.

## Достопримечательности
- Церковь Св. Архангела Михаила (XII век). Исторический памятник с 1990 года[4]

## Фотогалерея

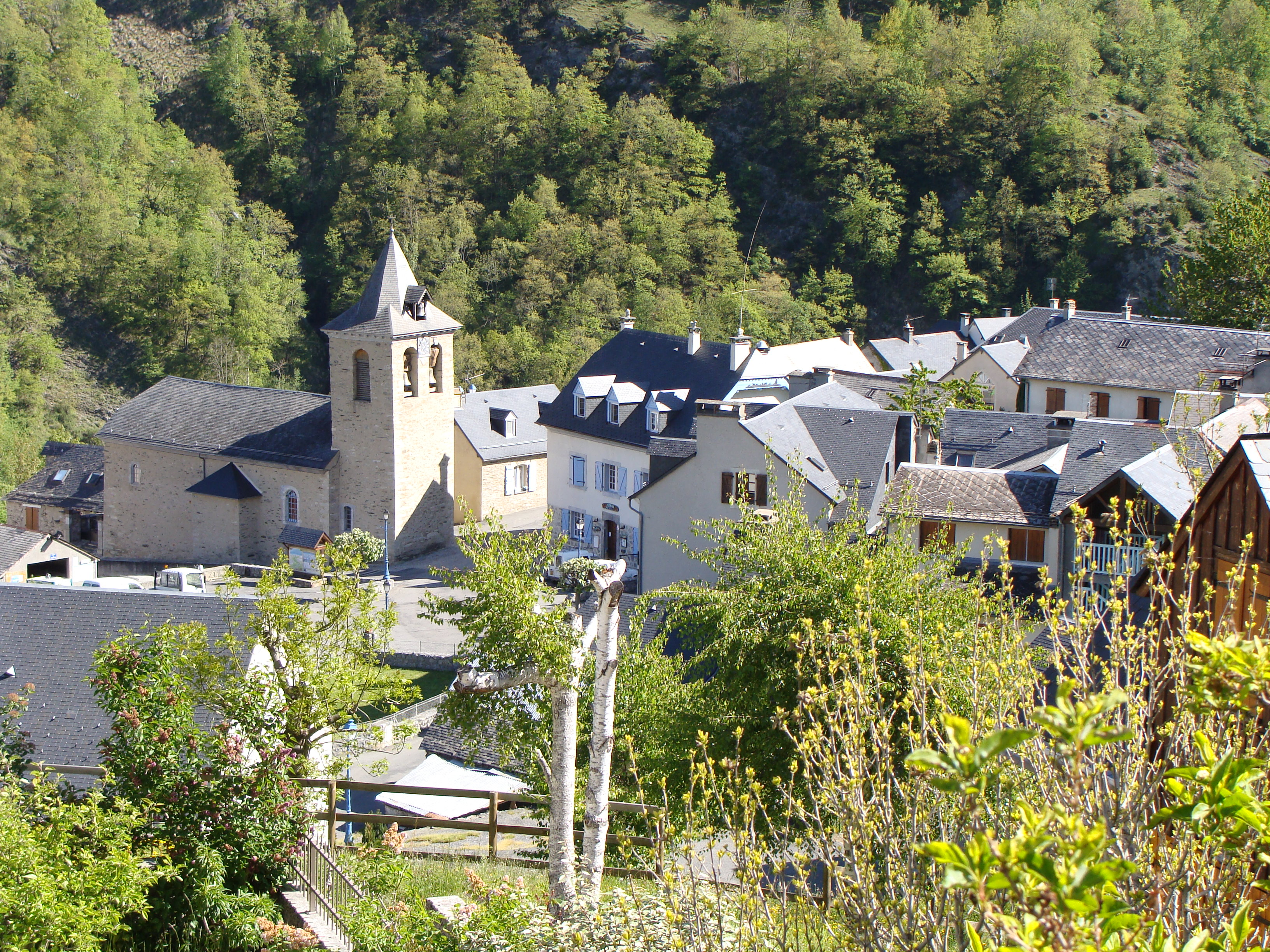
Вьелла
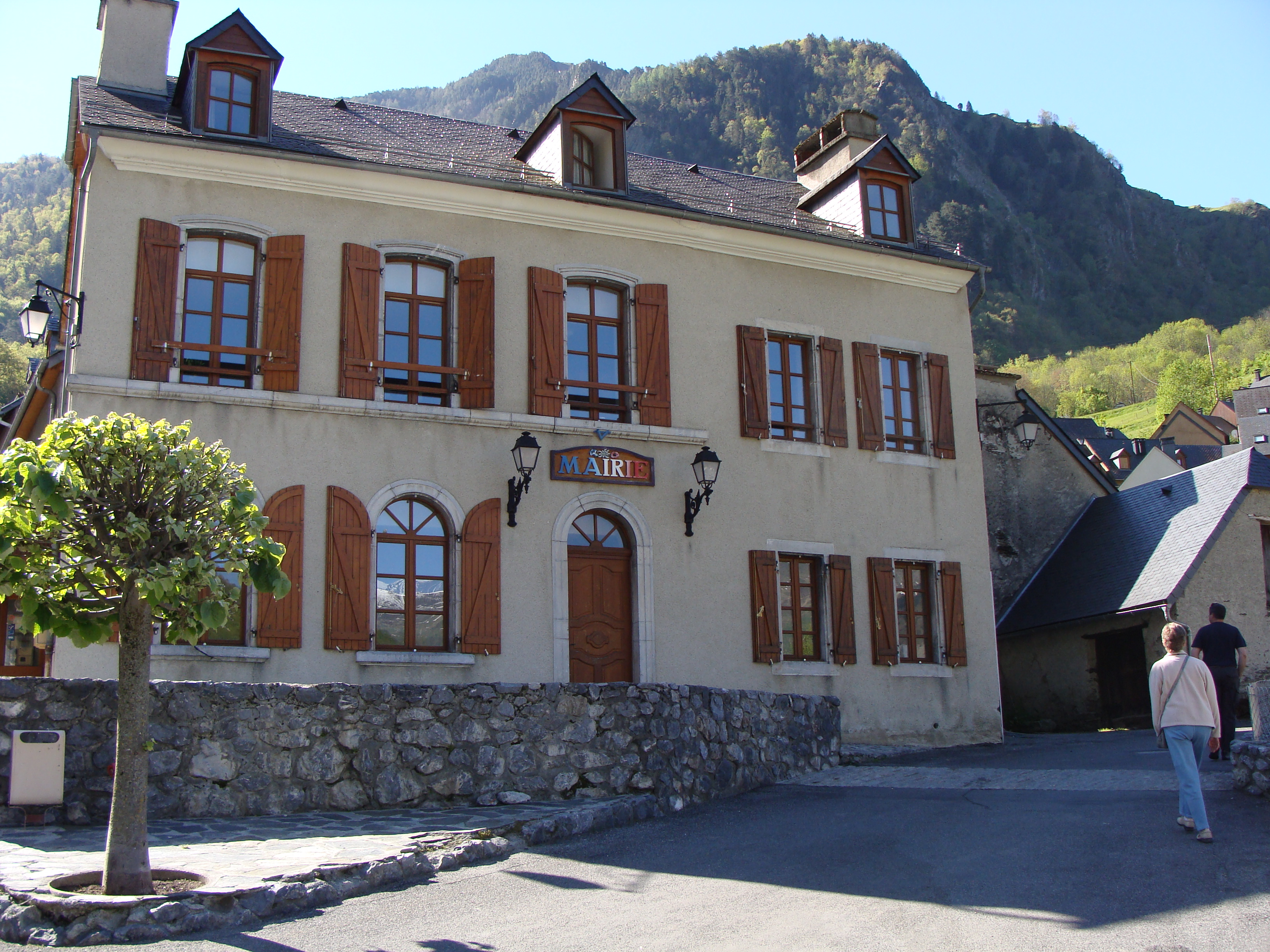
Мэрия
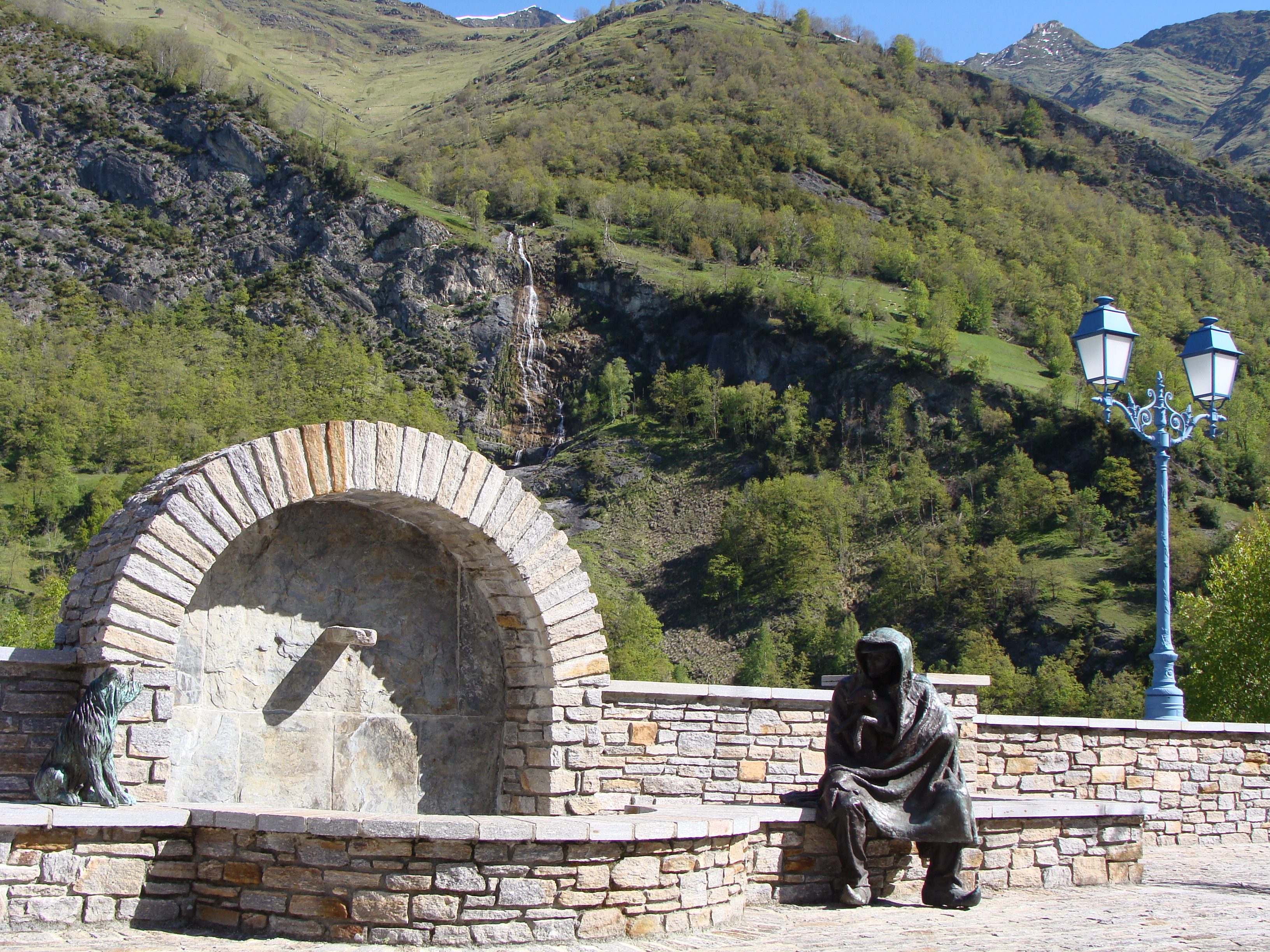
Фонтан
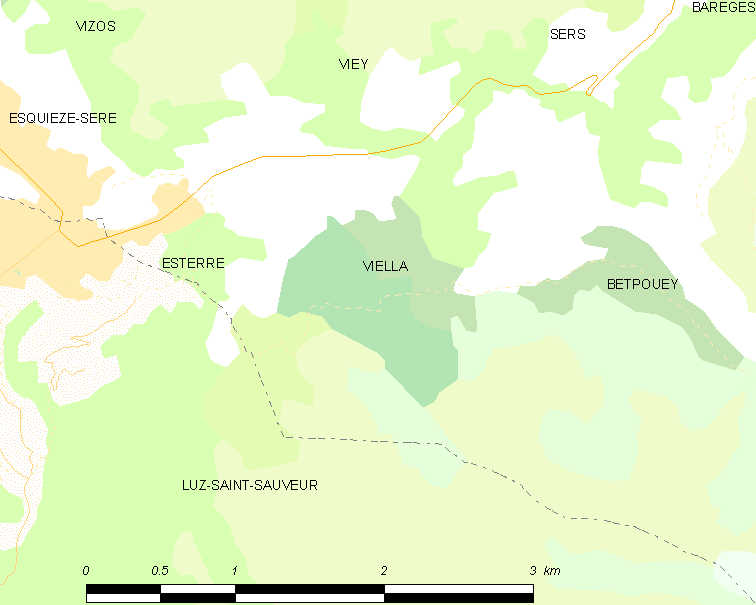
Карта коммуны